# 9. juli
9. juli er dag 190 i året i den gregorianske kalender (dag 191 i skudår). Der er 175 dage tilbage af året.
Sankt Villehads helgendag.

### Begivenheder
Født - Dødsfald
- 1289 - Under Slaget ved Skanør angriber en norsk styke støttet af fredløse danskere den danske by Skanør i Skåne.
- 1357 - Fundamentet til Karlsbroen i Prag lægges med den tysk-romerske kejser Karl 4.'s hjælp.
- 1540 - Kong Henrik 8. af England annullerer sit ægteskab med sin fjerde hustru Anna af Kleve.
- 1762 - Katharine den Store bliver Kejserinde af Rusland efter et kup mod sin ægtefælle Peter 3., der kort efter myrdes.[1]
- 1790 - Under Slaget ved Svensksund besejrer den svenske flåde overbevisende Den kejserlige russiske flåde ved det største søslag nogensinde i Østersøen og bringer derved Den russisk-svenske krig (1788-1790) til ophør.[2]
- 1807 - Freden i Tilsit underskrives af Napoleon og af Alexander 1. af Rusland.
- 1810 - Napoleon annekterer Kongeriget Holland, hvorefter han gør sin broder Louis til landets konge.
- 1816 - Det spanske vicekongedømme i den sydlige del af Sydamerika erklærer sig uafhængigt, først som "De Forenede Stater ved La Plata", senere splittes denne stat i Argentina, Paraguay, Uruguay og Bolivia.
- 1821 - 470 fremtrædende cyprioter, herunder ærkebiskop Kyprianos, henrettes af det osmanniske styre som følge af Cyperns støtte til den Græske uafhængighedskrig.
- 1868 - Det fjortende tillæg til USA's forfatning ratificeres, hvorved afroamerikanere opnår fuldt statsborgerskab og beskyttelse af loven.
- 1875 - Herzegovinaopstanden mod det osmanniske styre bryder ud og varer indtil 1878.
- 1877 - Den første udgave af tennisturneringen Wimbledon Championships afholdes.
- 1893 - Den amerikanske hjertelæge Daniel Hale Williams gennemfører den første succesfulde hjertekirugi. Det sker uden bedøvelse.
- 1900 - Dronning Victoria stadfæster loven om det australske statsforbund, som dermed får én regering.
- 1922 - Johnny Weissmuller svømmer 100 m crawl i tiden 58.6 sekunder og bryder derved 1-minut-grænsen samtidig med at sætte verdensrekord.
- 1924 - Østgrønlandsoverenskomsten mellem Danmark og Norge om adgangen til Østgrønland bliver underskrevet.
- 1944 - Under Fortsættelseskrigen afsluttes Slaget ved Tali-Ihantala, der med deltagelse af 200.000 mand er det største slag nogensinde udkæmpet i Norden, med en finsk sejr over den Røde hær.
- 1955 - Russell-Einstein-manifestet om en reduktion af risikoen for atomkrig offentliggøres i London
- 1979 - Den amerikanske rumsonde Voyager 2 passerer Jupiter.
- 1995 - Grateful Dead spiller den sidste koncert i en 30-årig karriere.
- 2002 - Den Afrikanske Union etableres på et møde i Addis Abeba i Etiopien.
- 2006 - Italien vinder VM i fodbold med en finalesejr over Frankrig. Finalen huskes måske især for udvisningen af Zinedine Zidane efter hans skalle til Marco Materazzi.
- 2006   - Et russisk Airbus-passagerfly forulykker under landingen i Irkutsk i Sibirien under dårlige vejrforhold, og over 122 af omkring 200 ombordværende omkommer.
- 2011 - Sydsudan udskilles fra Sudan og opnår sin uafhængighed.

### Født
- 1578 - Ferdinand 2., tysk-romersk kejser (død 1637).
- 1890 - P. Sørensen-Fugholm, dansk journalist og forfatter (død 1939).
- 1901 - Barbara Cartland, britisk forfatter (død 2000).
- 1916 - Edward Heath, britisk politiker (død 2005).
- 1921 - Keld Markuslund, dansk skuespiller (død 1972).
- 1929 - Lee Hazlewood, en amerikansk sanger, sangskriver og pladeproducer (død 2007).
- 1932 - Donald Rumsfeld, amerikansk politiker og forsvarsminister (død 2021).
- 1938 - Brian Dennehy, amerikansk skuespiller.
- 1938 - Henning Jensen, dansk politiker.
- 1941 - Lotte Hermann, dansk skuespillerinde.
- 1942 - Kirsten Hansen-Møller, dansk skuespillerinde og journalist.
- 1945 - Dean R. Koontz, amerikansk forfatter.
- 1946 - Ronald Belford Scott, skotsk sanger i AC/DC (død 1980).
- 1947 - O.J. Simpson, amerikansk fodboldspiller og skuespiller.
- 1955 - Linda Wendel, dansk filminstruktør
- 1956 - Tom Hanks, amerikansk skuespiller.
- 1957 - Kelly Ann McGillis, amerikansk skuespillerinde.
- 1963 - Søren Ulrichs, dansk skuespiller.
- 1964 - Courtney Love, amerikansk musiker.
- 1964   - Gianluca Vialli, italiensk fodboldspiller (død 2023).
- 1986 - Camilla Wandahl, dansk forfatter
- 1990 - Fábio da Silva, brasiliansk fodboldspiller.
- 1990 - Rafael da Silva, brasiliansk fodboldspiller.
- 1991 - Mitchel Musso, amerikansk musiker og skuespiller.

### Dødsfald
- 1440 - Jan van Eyck, nederlandsk maler (født ca. 1385).
- 1850 - Zachary Taylor, USA's 12. præsident (født 1784).
- 1982 - Helge Kjærulff-Schmidt, dansk skuespiller (født 1906).
- 2006 - Mads Lidegaard, dansk teolog og samfundsdebatør (født 1925)